# خوان غابرييل
ألبرتو أغويليرا فالديز (بالإسبانية: Juan Gabriel) (تلفظ بالإسبانية: ‎/alˈberto aɣiˈleɾa βalaˈðes/‏) (7 يناير، 1950 – 28 أغسطس، 2016), يشتهر باسمه الفني خوان غابرييل (تلفظ بالإسبانية: ‎/ˈxwaŋ ɡaˈβɾjel/‏)، مغنٍ وكاتب أغانٍ مكسيكي. ويعرف أيضاً بلقب El Divo de Juárez، عُرف خوان بأسلوبه المتأنق وكسر حواجز سوق الموسيقى اللاتينية .
بيعت أكثرمن 100 مليون نسخة من أعماله في كافة أرجاء العالم، ما يجعله أحد أفضل المغنين المؤلفين مبيعاً في أمريكا اللاتينية.
أما ألبومه الثامن عشر المسجل في استديو "Recuerdon" الإصدار الثاني، فيتميّز بأنه الألبوم الأكثر مبيعاً في المكسيك على الإطلاق، حيث بيعت منه أكثر من ثمانية ملايين نسخة خلال حياته المهنية، كتب غابرييل حوالي 1800 أغنية. من بين أكثر أغانيه شهرةً "Amor Eterno", "Querida", "Yo No Nací Para Amar", "Hasta Que Te Conocí", "El Noa Noa", "No Tengo Dinero", "Abrázame Muy Fuerte", "Te lo Pido Por Favor", "En Esta Primavera", "Pero Qué Necesidad", "Te Sigo Amando", "Siempre en Mi Mente, "De Mi Enamorate", "Lo Pasado, Pasado"; وجميعها كان قد أدّاها بنفسه وأداها مغنون آخرون.
توفي غابرييل في 28 آب (أغسطس) 2016 في سانتا مونيكا في كاليفورنيا إثر نوبة قلبية.

## حياته
ولد ألبرتو أغويليرا فالاديز في 7 كانون الثاني (يناير) 1959 في باراكوارو في ولاية ميتشواكان. وهو ابن المزارعَين غابرييل أغويليرا رودريغيز وفكتوريا فالديزروخاس، وفد كان الأصغر بين عشرة أشقاء. وفي طفولته أُدخل والده مستشفى الأمراض النفسية. بسبب هذا الوضع، انتقلت الوالدة إلى سيوداد خواريز، شيواوا ووضع خوان في مدرسة داخلية حيث بقي فيها 8 سنوات، وفيها التقى بمديرة المدرسة ميكاييلا ألفارادو والمعلم خوان كونتريراس. أصبح خوان على صلة وثيقة للمعلم كونتريراس، فهرب من المدرسة وعاش مع المعلم لمدة سنة حتى أصبح عمره 13 عاماً. عندما كان في الرابعة عشرة، عاد خوان مع أمه التي كانت تعيش في المدينة. أصبح خوان مهتماً ببالميثودية المحلية، والتقى الأخوات ليونو وبياتريس بيرومين اللواتي احتضنّه. وهناك غنّى في جوقة وساعد في تنظيف الكنيسة.
عام 1965، شارك خوان ولأول مرة في برنامج «نوتشيس رانتشيراس» التلفزيوني. أعطاه مقدّم البرنامج اسماً مستعاراً هو «آدم القمر». وفي البرنامج قدّم أغنية «ماري اللصة» التي كتبها خوسيه ألفريدو خيمينيز. من عام 1966 وحتى 1968، بدأ العمل كمغنٍ في حانة نوا-نوا. خلال هذه الفترة، كتب أغنية «إل نوا-نوا». كما عمل مغنياً في حانات أخرى في المدينة. لاحقاً، ارتحل إلى مدينة مكسيكو باحثاً عن فرص عمل في شركات التسجيل، لكنه قوبل بالرفض. ثم عاد إلى خواريز حيث واصل عمله كمغنٍ. في العام التالي، حاول مرة أخرى العمل شركات التسجيل، فوظّفه إدواردو ماغالانيس في تسجيلات آر سي إيه للعمل كمردّد صوتي، فعمل مع روبرتو خوردان وأنجيليكا ماريا وإستيلا نونيز. عام 1970، he استقال لأنه لم يحصل على أجرٍ كافٍ وعاد للعمل في الحانات في خواريز.
عاد إلى مكسيكو سيتي للمرة الثالثة في العام التالي بعد أن أقنعه الناس أنه سينجح لو حاول مرة أخرى. ولعدم توفّر المال، فقد اضطر للمبيت في مواقف الحافلات ومحطات السكك الحديدية. وفي إحدى المرات، اتهم خوان بالسرقة وسُجن في سجن قصر ليكومبيري لمدة عام ونصف خلال فترة سجنه، كتب مجموعة من الأغنيات منها "No Tengo Dinero" و"Me He Quedado Solo" وقد ساعدته هذه الأغاني على الالتقاء بأندريه بوينتس فارغاس السجّان الذي عرّفه بدوره على المغنية لا بريتا ليندا التي ساعدته، فأطلق سراحه من السجن لعدم وجود أدلة إدانة.

## إنجازات وتكريمات

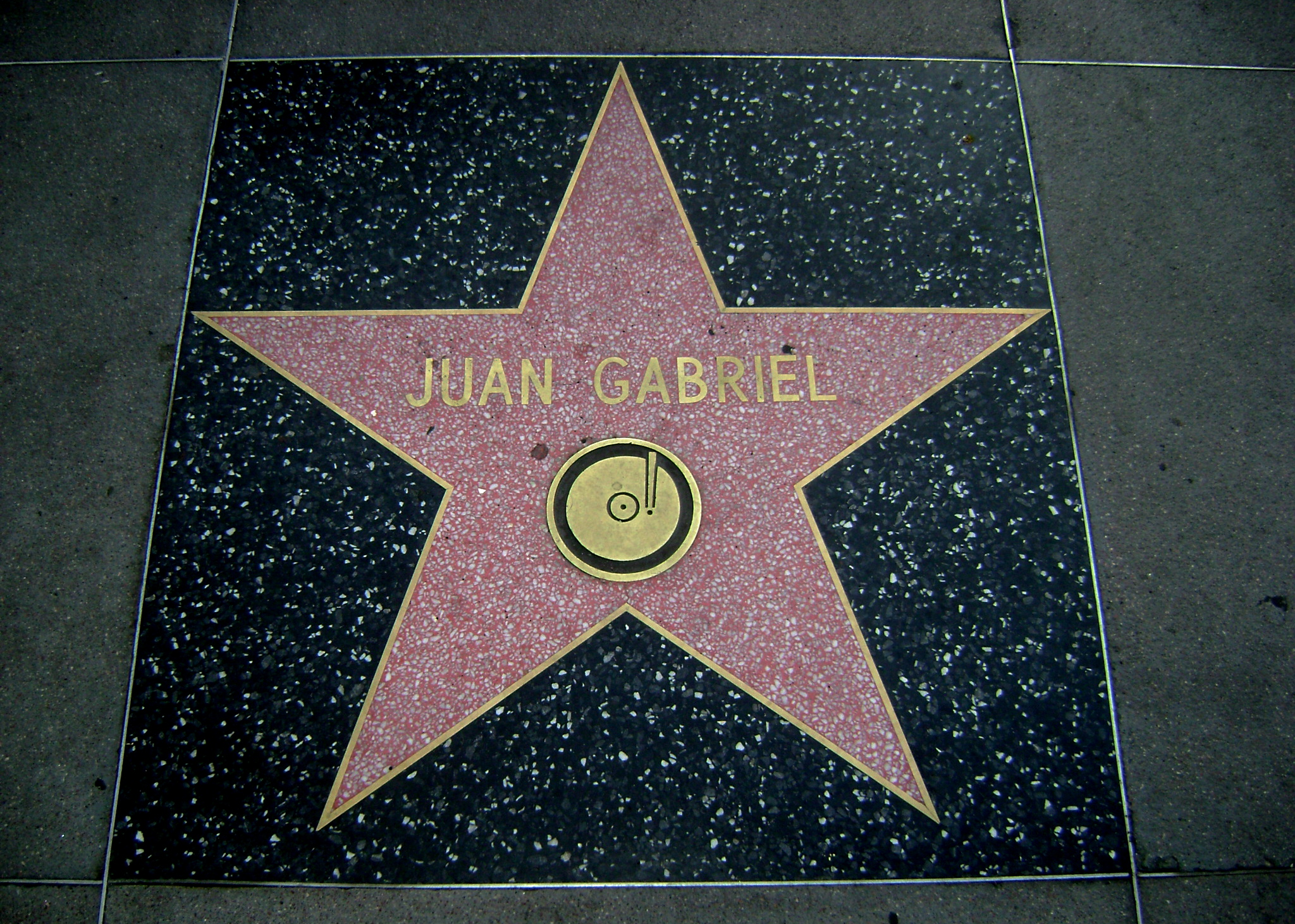
نجمة خوان غابرييل في ممر الشهرة في هوليوود

- عام 1986، أعلن عمدة لوس أنجلوس «توم برادلي» يوم الخامس من أكتوبر «يوم خوان غابرييل» [6]
- حصل على جائزة «لو نويسترو» للتميّز في «بريميو لو نويسترو 1991».[14]
- أدخلته مجلة بيلبورد إلى لوحة مشاهير الموسيقى اللاتينية عام 1996
- حصل على جائزة أفضل كاتب أغاني لاتيني أعوام 1995، 1996,1998.
- جوائز 1995 : "جائزة إل بريميو السنوية الثالثة". Billboard. Prometheus Global Media. ج. 107 ع. 38: 16. 23 سبتمبر 1995. مؤرشف من الأصل في 2016-03-03. اطلع عليه بتاريخ 2013-09-27.
- جوائز 1996 : "ASCAP تهنئ الفائزين بجائزة إل بريميو السنوية الرابعة". Billboard. Prometheus Global Media. ج. 108 ع. 37: 17. 14 سبتمبر 1996. مؤرشف من الأصل في 2017-04-09. اطلع عليه بتاريخ 2013-09-27.
- جوائز 1998 : "جائزة إل بريميو السنوية السادسة". Billboard. Prometheus Global Media. ج. 110 ع. 36: 18. 5 سبتمبر 1998. مؤرشف من الأصل في 2020-02-27. اطلع عليه بتاريخ 2013-06-14.{{استشهاد بدورية محكمة}}:  صيانة الاستشهاد: BOT: original URL status unknown (link)|مسار أرشيف= أرشيف=2020-02-27}}

</ref>
- فائز بترشيحات جائزة غرامي ست مرات [15]
- باع أكثر من 30 مليون نسخة من ألبوماته [15]
- جائزة اختيارالجمهور للموسيقى اللاتينية عام 1999 لأفضل فنان إقليمي
- تكريم وطني (جائزة الإنجاز مدى الحياة)، 1999[16]
- جائزة بيلبورد، تمثال لخوان غابرييل، أقيم الاحتفال في ساحة غاريبالدي في مكسيكو سيتي عام 2001، ونفّذ المنحونة النحات اوسكار بونزانيللي
- المغني والملحن خوان غابرييل يحوز 4 جوائز بيلبورد 2002[17]
- أدخل في قاعة مشاهير الموسيقى اللاتينية العالمية.[18]
- تم تكريمه باختياره «شخصية العام» في أكاديمية التسجيل اللاتينية في 4 تشرين الثاني (نوفمبر) 2009، قبل ليلة من توزيع جائزة غرامي اللاتينية العاشرة.[19]
- نجمة في ممشى المشاهير في هوليوود

## عن حياته الشخصية

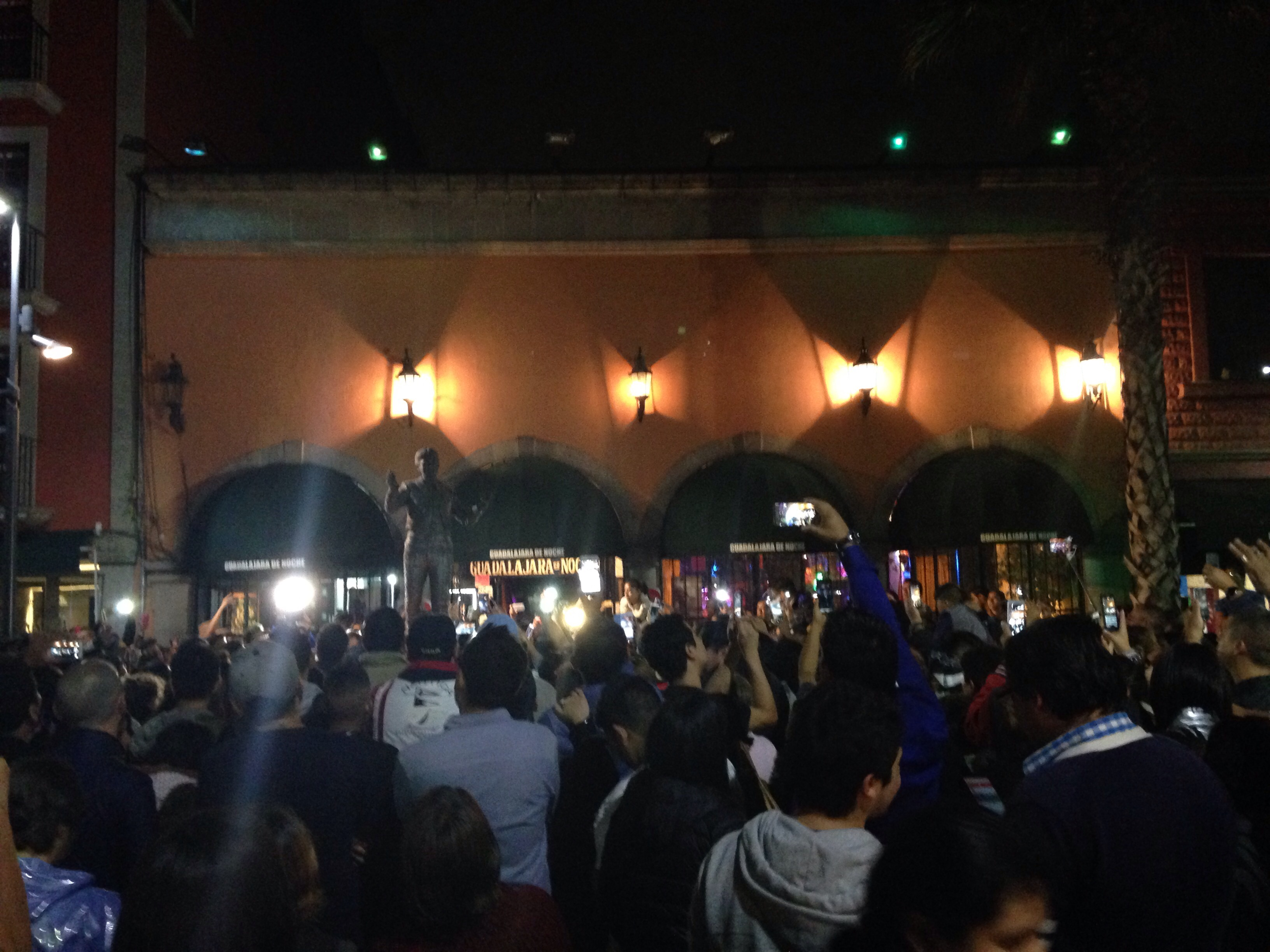
تجمع الناس خول منحوتة خوان تكريماً له يوم وفاته في ساحة غاريبالدي في مكسيكو سيتي.

لم يتزوج خوان غابرييل قط. لكن له أربع أولاد. والدة أولاده هي لورا سالاس وقد وصفها خوان بأنها «أفضل صديقة في حياتي».
في 14 تشرين الثاني (نوفمبر) 2005، أصيب خوان جرّاء سقوطه عن خشبة المسرح في مركز تويوتا في هيوستن (تكساس). وأدخل مستشفى مركز تكساس الطبي. نتح عن الحادث كسر في العنق فاضطر للبقاء طريح الفراش لمدة ثمانية أشهر.
قبل وفاته، استقر في منزله في بلدة إل باسو التي تقع في لاس بلاسيتاس ديل ري. في 28 آب (أغسطس) 2016، تعرض لأزمة قلبية سببت الوفاة أثناء تواجده في سانتا مونيكا في كاليفورنيا.

## وصلات خارجية
- خوان غابرييل على موقع IMDb (الإنجليزية)
- خوان غابرييل على موقع ميوزك برينز (الإنجليزية)
- خوان غابرييل على موقع أول ميوزيك (الإنجليزية)
- خوان غابرييل على موقع ديسكوغز (الإنجليزية)
- خوان غابرييل على موقع قاعدة بيانات الفيلم (الإنجليزية)

- الموقع الرسمي